# Fra Diavolo (opera)

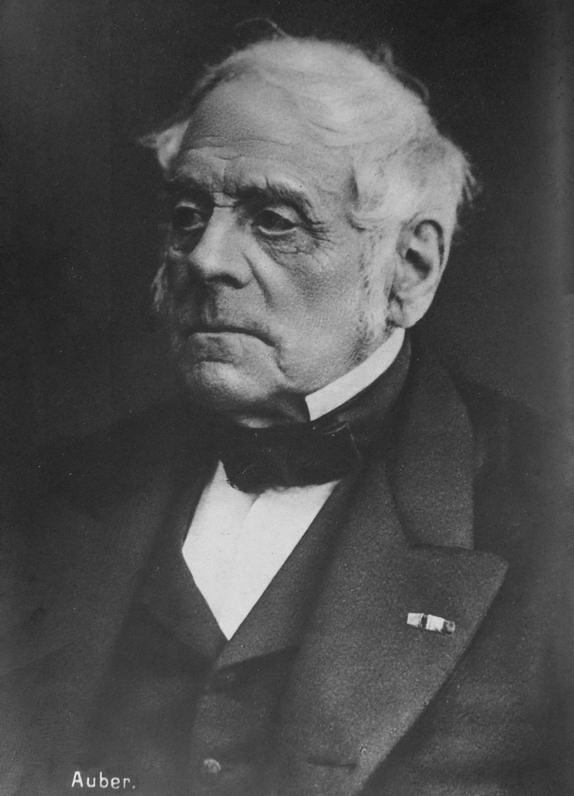
Auber

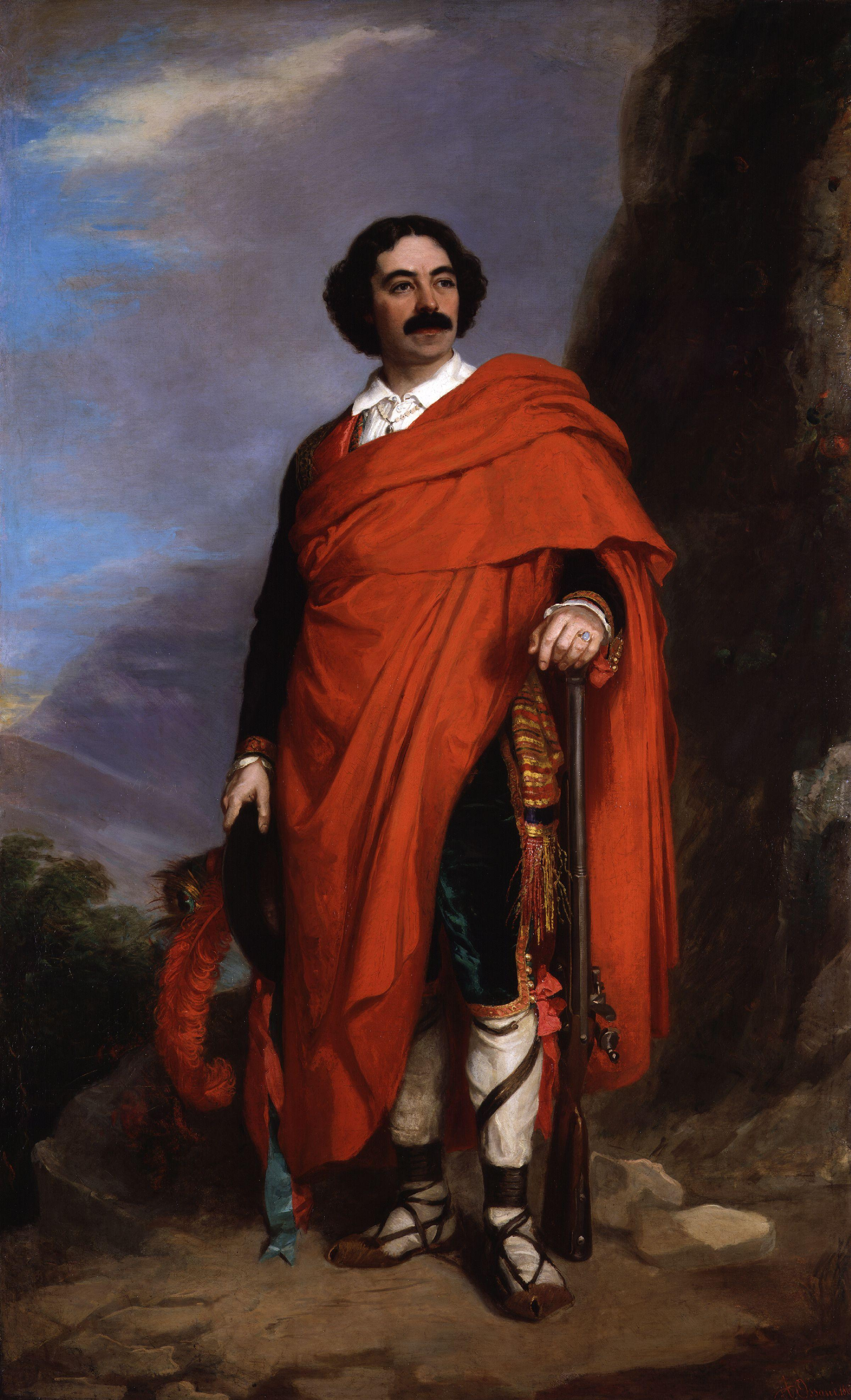
Den engelske tenoren Sims Reeves i huvudrollen 1852.

Fra Diavolo eller Värdshuset i Terracina (franska: Fra Diavolo ou l'Hôtellerie de Terracine) är en komisk opera i tre akter med musik av Daniel Auber och med libretto av Eugène Scribe.

## Historia
Fra Diavolo, landsvägsrövarnas ledare, var en historisk gestalt från kungens av Neapel, Joseph Bonapartes tid. 
Operan är närmast ett sångspel med talad dialog. Den uruppfördes på Opéra-Comique Paris den 28 januari 1830. Den svenska premiären ägde rum på Stockholmsoperan den 17 maj 1833 där den spelades 254 gånger fram till 1910, och sattes även upp på Södra Teatern 1987.

## Personer
- Fra Diavolo, rövarhövding som uppträder under namnet Markis de San Marco (tenor)
- Lord Cockburn, engelsk resenär (baryton)
- Lady Pamela, hans hustru (mezzosopran)
- Lorenzo, romersk dragonofficer (tenor)
- Matteo, värdshusvärd (basstämma)
- Zerlina, hans dotter (koloratursopran)
- Beppo, rövare (tenor)
- Giacomo, rövare (bas)
- En mjölnare (basstämma)
- En bonde (baryton)

## Handling
Operan utspelar sig i Terracina, Italien år 1830.
Akt I
Värdshusvärdens dotter Zerlina älskar dragonen Lorenzo. Denne är emellertid fattig och Zerlina är bortlovad till en rik bonde. Lorenzo söker därför efter den beryktade landsvägsrövaren Fra Diavolo, på vars huvud man har utfäst ett högt pris. Just i rätta ögonblicket söker ett engelskt par skydd på värdshuset. Makarna har på resan blivit rånade av Fra Diavolo. Lorenzo tar upp jakten på denne. Under tiden dyker Fra Diavolo upp förklädd till markis och uppvaktar den engelska damen. Lorenzo återvänder med de stulna smyckena och får en rejäl belöning av engelsmannen.
Akt II
Natt. Zerlina går till sängs och lovar att hålla Lorenzon pengar i tryggt förvar, men iakttas i hemlighet av Fra Diavolo och dennes kompanjon Beppo och Giacomo. Zerlina skall dödas och pengarna stjälas. Men i rättan tid överraskas Fra Diavolo av Lorenzo. Den förmente markisen hävdar att vissa komprometterande situationer förekommit som berör såväl Zerlina som lady Pamela, och under tiden som Lorenzo och engelsmannen tvistar om vilken kvinna som har varit otrogen undkommer landsvägsrövarna.
Akt III
Fra Diavolo har kommit överens med Beppo och Giacomo om att de skall ge honom tecken när kusten är klar och folket har gått till kyrkan. Men de båda landsvägsrövarna är oförsiktiga och blir igenkända av Zerlina. Lorenzo tvingar dem att ge det överenskomna tecknet. Fra Diavolo blir tillfångatagen. Lorenzo har nu tillräckligt med pengar för att kunna gifta sig med Zerlina.

## FilmenFra Diavolo
Den stilige rövarhövdingen var ett vinnande operakoncept och de två biträdande rövarna Giacomo och Beppo återuppstod som karaktärer i en av komikerduon Helan och Halvans filmer från 1933, på svenska kallad Värdshuset Göken.